# Bad Schönbrunn
Unter dem Namen Bad Schönbrunn bestand ab 1858 ein Kurhaus bei Edlibach in der zugerischen Gemeinde Menzingen in der Schweiz. Das Haus genoss in ganz Europa einen erstklassigen Ruf. Nach dem Ersten Weltkrieg war die dort angebotene Art des Tourismus nicht mehr gefragt und das auf einem weiten Quellgebiet in einer Moränenlandschaft stehende Bad Schönbrunn stand leer.
1929 übernahmen die Jesuiten von den damaligen Besitzern die Liegenschaften. Wegen des bis 1973 geltenden Jesuitenverbotes in der schweizerischen Bundesverfassung gehört Bad Schönbrunn einem 1930 gegründeten Verein. Die Patres boten die Geistlichen Exerzitien ihres Ordensgründer Ignatius von Loyola für verschiedene Ziel- und Altersgruppen. 
Das alte Kurhaus wurde 1968–1970 durch einen modernen Bau von André M. Studer in sogenannter harmonikaler Bauweise ersetzt, das Bildungs- und Kursangebot stark ausgeweitet. Seit 1993 tritt das Bildungshaus unter dem Namen Lassalle-Haus auf. Dieser Name geht auf den Jesuiten Hugo Enomiya Lassalle zurück, einen Überlebenden des Atombombenabwurfs in Hiroshima, der als Zenlehrer eine Brücke zwischen Christentum und Buddhismus aufbaute. Bad Schönbrunn hat sich dieser weltoffenen Spiritualität verpflichtet.